# Basílica de Nuestra Señora de la Victoria (Lackawanna)
La Basílica de Nuestra Señora de la Victoria (en inglés: Our Lady of Victory Basilica) es una parroquia católica y una capilla nacional en Lackawanna, Nueva York al norte de los Estados Unidos. Debido a las múltiples organizaciones benéficas de su fundador P. Nelson Baker, el santuario es un lugar de peregrinación y popular para visitantes en Lackawanna. Es parte de la diócesis de Búfalo.
A finales de 1925, la construcción del santuario de Nuestra Señora de la Victoria estuvo completa y se llevó a cabo allí la primera misa en la Navidad de ese año. El 25 de mayo de 1926, una ceremonia de consagración tuvo lugar siendo presidida por el P. Baker, Obispo William Turner, de la diócesis de Búfalo, y el cardenal Patrick Hayes. Miles de sacerdotes, monjas y creyentes de todo el país asistieron al evento. Dos meses más tarde, el Papa Pío XI otorgó al santuario el honroso título de " Basílica Menor " a través de un decreto apostólico. Baker fue el encargado de la basílica y varias instituciones de la parroquia de la caridad hasta su muerte el 29 de julio de 1936.